# بیانکا پانووا
بیانکا پانووا (به انگلیسی: Bianka Panova) ژیمناست زادهٔ ۲۷ مهٔ ۱۹۷۰ میلادی اهل کشور بلغارستان است.